# Plavi avion
Plavi avion prvi je album Rundek Cargo Trija. Album je snimljen tijekom 2010. godine. Album sadrži 12 pjesama od kojih su hitovi naslovna skladba, Indijanska, Sanjala si da si sretna itd.
Album je objavljen u listopadu 2010. u izdanju Menarta.

## Pozadina
Projekt Rundek Cargo Trio osnovan je 2009. godine. godine, a Plavi avion je prvi album novoosnovanog benda. Ova postava je nastavak njihovog prethodnog projekta "Between".

## O albumu
Pjesma "Ruskaja" otpjevana je na ruskom jeziku, a pjesma "Drina" traje više od osamnaest minuta, što je neobično s obzirom na Rundekov dosadašnji rad. Glazbeni kritičar Petar Janjatović rekao je da je "Drina" službeno najduža pjesma nekog izvođača na području bivše Jugoslavije. Ovaj album odiše improvizacijom i slobodnim izražavanjem svakog glazbenika.
Uslijedili su spotovi za pjesme Sanjao si da si sretan i Indijanska.

## Vanjske poveznice
- Plavi avion na Discogsu

| Portal:Glazba | Portal: Glazba |